# Groupe d'initiative commune
En droit camerounais, un groupe d'initiative commune (GIC) est une organisation autonome et privée, créée librement, qui appartient à ses membres, et est administrée, financée et contrôlée par ces derniers.
Ce type d’organisation a été créé par la loi no 92-006 du 14 août 1992 relative aux sociétés coopératives et aux groupes d'initiative commune.